# نانا فوجيموتو
نانا فوجيموتو (باليابانية: 藤本那菜) هي لاعبة هوكي الجليد يابانية، ولدت في 3 مارس 1989 في سابورو في اليابان.

## وصلات خارجية
- نانا فوجيموتو على موقع EliteProspects.com (الإنجليزية)
- نانا فوجيموتو على موقع HockeyDB.com (الإنجليزية)
- نانا فوجيموتو على موقع اللجنة الأولمبية الدولية (الإنجليزية)
- نانا فوجيموتو على موقع أوليمبيديا (الإنجليزية)